# Adam Zakrzewski

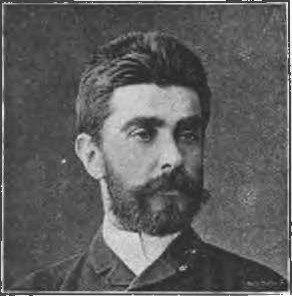
Adam Zakrzewski, 1893

Adam Zakrzewski (geb. 1856 in Podolien; gest. 1. November 1921 in Warschau an den Folgen eines Autounfalls) war ein russisch-polnischer Wissenschaftler und einflussreicher Esperantist. In seinen letzten Lebensjahren arbeitete er bei der Statistikabteilung des Warschauer Magistrats. Er benutzte als Pseudonym Z. Adam.

## Leben
Zakrzewski beendete ein Studium an der Fakultät für Physik und Mathematik an der Universität von Sankt Petersburg. Plansprachlich beschäftigte er sich zuerst mit Volapük, ab 1894 dann mit Esperanto. Aber auch danach interessierten ihn Plansprachen und er schuf selbst eine 1896 mit dem Namen Lingva International. Er nahm am ersten Esperanto-Weltkongress 1905 in Boulogne-sur-Mer teil, was ihn danach bewog, sich auf verschiedene Art in den Dienst von Esperanto zu stellen, der Entwicklung der Sprache an sich aber vor allem auch der Esperanto-Bewegung: in der Tat wurde er einer der ersten Erforscher der Geschichte dieses noch relativ jungen Phänomens.
Zakrzewski schrieb viele Bücher und arbeitete am polnischen Lexikonprojekt der Granda Enciklopedio mit. In Warschau war er Mitglied im ersten Esperanto-Klub und 1908 Gründungsmitglied des polnischen Esperantovereins Pola Esperanto-Societo (PES). Aus seiner Feder kamen Artikel für bekannte polnische Gazetten über Esperanto und selbstredend schrieb er auch Beiträge für Esperanto-Zeitschriften.
Sehr treffend und spitzfindig waren seine Argumente gegen Ido, Lingwo Internaciona von René de Saussure und andere sogenannte Esperanto-Weiterentwicklungsprojekte. Gedanken machte er sich auch über die wichtige Frage, wie Eigennamen möglichst einheitlich auf Esperanto zu transkribieren seien. Er verfasste eine wertvolle Grammatik mit Syntax und war aktives Mitglied des Lingva Komitato, der Vorgängerorganisation der Akademio de Esperanto. Die Statistik ließ den Mathematiker auch Esperanto betreffend nicht los, denn er verfasste, streng wissenschaftlich, ein kleineres Werk über Esperanto in seinen ersten zwei Jahrzehnten  mit dem Titel Esperanto en unua dudekjaro (1908).
Insgesamt gestaltete Zakrzewski Broschüren und gebundene Publikationen in den Sprachen Polnisch, Französisch und Esperanto; er schrieb 29 Essays und theoretische Studien über Esperanto und auf Polnisch 15 wichtige über Esperanto aufklärende Artikel (u. a. auch im Vergleich zu anderen künstlichen Hilfssprachen).
Zudem wurde er bekannt für statistische und ethnographische Werke über seine Heimat Polen. Er entwickelte sich zudem zu einem ernstzunehmenden Philologen und übersetzte Werke von Herbert Spencer ins Polnische. Für seine wissenschaftlichen Meriten wurde er in die Krakauer Akademia Umiejętności gewählt.

## Werke
- Historio de Esperanto 1887–1912, (1913, 144 Seiten) – prämiiert vom Organisationskomitee des 7. Weltkongresses in Antwerpen (1911; erschienen in der Zeitung Belga Esperantisto 1912, Nachdruck 1979 vom Polnischen Esperantoverband)
- Lingvo Internacia: Historio. Kritiko. Konkludoj (Studien, 1905, 151 Seiten)
- Esperanto en sia unua jardudeko 1887–1908 (1909)
- Z zagadnień naszego rozwoju społecznego

### Über Eigennamen
- Pri transskribo de propraj nomoj en Esperanto (1909)
- Pri nomoj de sciencoj (1912)
- Pri nomoj de landoj (1912)